# 117572 Гутсебо
117572 Гутсебо (117572 Hutsebaut) — астероїд головного поясу, відкритий 8 березня 2005 року.
Тіссеранів параметр щодо Юпітера — 2,992.